# Too Low for Zero
Too Low for Zero è il ventitreesimo album (il diciassettesimo in studio) dell'artista britannico Elton John, pubblicato il 30 maggio 1983.

## Descrizione
L'album, registrato nel settembre del 1982 agli Air Studios (Montserrat) e ai Sunset Sounds (Hollywood, Stati Uniti), segna il ritorno a un grande successo di critica e di vendite, dopo un periodo decisamente confuso per il pianista di Pinner. Questa rinascita fu resa possibile dalla riformazione della gloriosa Elton John Band degli anni Settanta (vennero richiamati in blocco Dee Murray al basso, Nigel Olsson alla batteria e Davey Johnstone alle chitarre) e dalla reunion definitiva con il paroliere Bernie Taupin: John aveva infatti deciso di rifarsi al periodo d'oro della sua carriera e di ritornare alle origini. In questo disco, per la prima volta dai tempi di Empty Sky (1969), Elton suona tutti gli strumenti a tastiera; la produzione è di Chris Thomas, mentre in I Guess That's Why They Call It the Blues è presente Stevie Wonder all'armonica.
Too Low for Zero, come già detto, venne accolto positivamente dalla critica e riportò John nella Top 10 britannica (#7 UK), pur conseguendo una #25 USA dall'altra parte dell'Atlantico. Furono pubblicati quattro singoli: la già citata I Guess That's Why They Call It the Blues, I'm Still Standing, Kiss the Bride e Cold as Christmas (in the Middle of the Year). I primi due in particolare avranno molta fortuna e sono da considerarsi tra i classici più conosciuti ed amati di Elton John, al pari dei cavalli di battaglia degli anni Settanta.
Nel 1998 è stata pubblicata la versione rimasterizzata dell'album in CD, contenente tre bonus tracks: la strumentale Earn While You Learn (composta da Elton sotto lo pseudonimo di Lord Choc Ice), Dreamboat e The Retreat. Nel 2006, inoltre, l'emittente radiofonica Capital Gold ha inserito il disco nella sua lista dei 500 migliori album in classifica (al 205º posto).

## Tracce
I brani sono stati tutti composti da Elton John e Bernie Taupin, salvo dove notato diversamente.
1. Cold as Christmas (in the Middle of the Year) – 4:19
2. I'm Still Standing – 3:02
3. Too Low for Zero – 5:46
4. Religion – 4:05
5. I Guess That's Why They Call It the Blues (Elton John, Bernie Taupin, Davey Johnstone) – 4:41
6. Crystal – 5:05
7. Kiss the Bride – 4:22
8. Whipping Boy – 3:43
9. Saint – 5:17
10. One More Arrow – 3:34

### Tracce bonus (1998)
1. Earn While You Learn (Lord Choc Ice) – 6:46
2. Dreamboat – 7:34
3. The Retreat – 4:46

## B-sides
| Brano                                                          | Formato                                                                    |
| -------------------------------------------------------------- | -------------------------------------------------------------------------- |
| "Choc Ice Goes Mental"                                         | I Guess That's Why They Call It the Blues 7" (UK) / Kiss the Bride 7" (US) |
| "The Retreat"                                                  | I Guess That's Why They Call It the Blues 7" (US)                          |
| "Love So Cold"                                                 | I'm Still Standing 7" (US)                                                 |
| "Earn While You Learn"                                         | I'm Still Standing 7" / 12" (UK)                                           |
| "Dreamboat"                                                    | Kiss the Bride 7" (edited version) / 12" (full version) (UK)               |
| "I'm Still Standing (Extended Version)"                        | I'm Still Standing 12" (UK)                                                |
| "Je Veux De La Tendresse" (versione francese di "Nobody Wins") | Cold as Christmas 12" (UK)                                                 |

## Formazione
- Elton John - voce, pianoforte
- Nigel Olsson - batteria, cori
- Dee Murray - basso, cori
- Ray Cooper - percussioni (in Cold as Christmas (in the Middle of the Year))
- Davey Johnstone - chitarra, cori
- Skaila Kanga - arpa (in Cold as Christmas (in the Middle of the Year))
- Stevie Wonder - armonica a bocca (in I Guess That's Why They Call It the Blues)
- Kiki Dee - cori (in Cold as Christmas (in the Middle of the Year))